# たったひとつの愛を
「たったひとつの愛を」（たったひとつのあいを）は、中西圭三の9枚目のシングル。

## タイアップ
「たったひとつの愛を」は、日本テレビ系「もうひとつのJリーグ」エンディングテーマ。

## 収録曲
全曲　作曲：中西圭三　編曲：小西貴雄
1. たったひとつの愛を
  - 作詞：売野雅勇
2. 君住む街角
  - 作詞：川村真澄
3. たったひとつの愛を（オリジナル・カラオケ）